# Yelyzaveta Yakhno
Yelyzaveta Serhiivna Yakhno (Donetsk, 4 de junho de 1998) é uma nadadora sincronizada ucraniana, medalhista olímpica na natação artística.

## Carreira
Yakhno conquistou a medalha de bronze nos Jogos Olímpicos de Verão de 2020 em Tóquio na disputa por equipes, ao lado de Maryna Aleksiiva, Vladyslava Aleksiiva, Marta Fiedina, Kateryna Reznik, Anastasiya Savchuk, Alina Shynkarenko e Kseniya Sydorenko, com a marca de 190.3018 pontos.